# Charlotte Köhler (actrice)
Charlotte Theresia Catharina Köhler (Amsterdam, 15 maart 1892 - aldaar, 18 september 1977) was een Nederlands actrice en voordrachtskunstenares. Hoewel Charlotte Köhler tot een succesrijke actrice zou uitgroeien, heeft ze haar grootste roem en populariteit aan haar solovoordrachten te danken.
Na de lagere school zat ze kort op een handelsavondschool. Vervolgens werkte ze in een korsettenfabriek en daarna in een hoedenatelier. Nadat zij een keer Theo Mann-Bouwmeester had zien optreden in de Amsterdamse Stadsschouwburg wilde zij aan het toneel. In 1908 kwam zij in contact met de toneeldirecteur Willem Royaards die haar als volontaire aannam. Daar bleek dat ze opleiding miste. Daarom ging ze naar de toneelschool die ze in 1917 afrondde.
Haar eerste aanstelling kreeg ze bij de 'Koninklijke Vereeniging Het Nederlandsch Tooneel' van Eduard Verkade. Naast een aantal kleine rollen speelde ze 'Jessica' in De koopman van Venetië met Louis Bouwmeester, en 'Miebetje' in Freuleken van Herman Roelvink. Twee jaar later viel zij door haar persoonlijkheid en spel op in Pasen van August Strindberg. Toch raakte zij zonder werk.
In 1925 ging Charlotte een jaar naar Berlijn, waar zij in films figureerde. Ze studeerde op aanraden van haar Berlijnse hospita de novelle Fräulein Else van Arthur Schnitzler in en begon, omdat ze geen werk kon vinden, er in 1926 haar optreden als voordrachtskunstenares mee. In 1929 oogstte ze succes met De zachtmoedige van Fjodor Dostojevski. In totaal zou ze 28 voordrachten doen. Ze verdiende er goed mee.

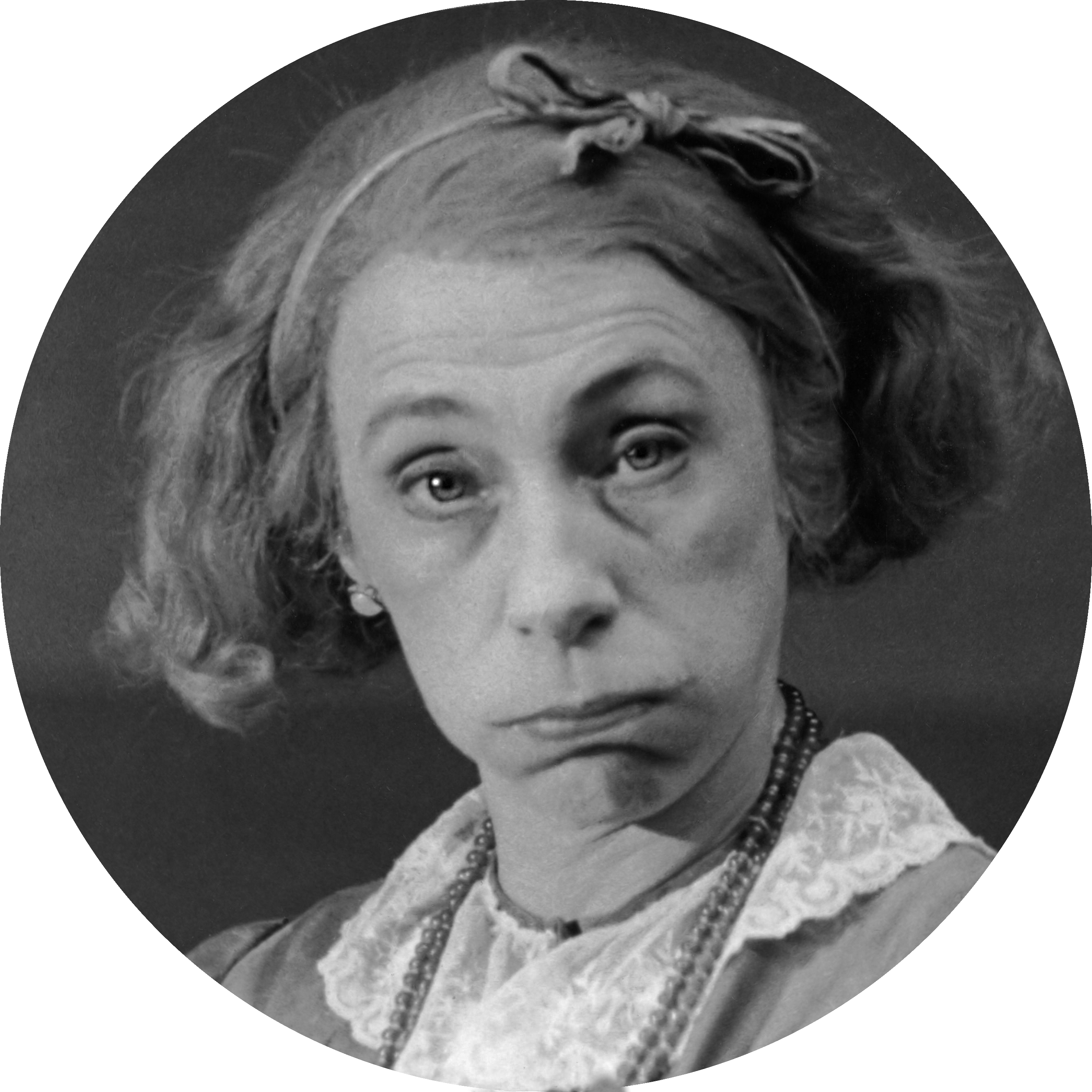
Charlotte Köhler in de voorstelling "Filomeentje"(1939)

In 1929 kreeg ze een aanstelling bij het 'Het Oostnederlandsch Tooneel' met Albert van Dalsum. Zij werd er de eerste actrice. Ze speelde 31 rollen in de periode van 1929 tot 1941, waarvan er minstens 13 tot haar belangrijkste gerekend moeten worden. Ze beleefde er haar definitieve doorbraak als actrice. Vervolgens speelde zij in 1930 bij het 'Amsterdamsch Tooneel' en in 1931 bij de 'Koninklijke Vereeniging Het Nederlandsch Tooneel'. Daarna speelde ze bij  'De Amsterdamsche Tooneelvereeniging'. 
Intussen bleef ze voordragen. Zij reisde Nederland door met onder andere Carrière van Robert Neumann (1933), Het bal van Irène Némirovsky (1934), Bijbelvoordrachten (1935), Marathondans van Horace McCoy (1937) en Filomeentje van Marcel Matthijs (1939). In 1933 ging ze op tournee naar Indië en in 1936 gaf ze voorstellingen op de Nederlandse Antillen.
Ze weigerde te tekenen voor de Kultuurkamer die door de Duitse bezetter in 1942 werd ingesteld. Köhler gaf daarom in de Tweede Wereldoorlog alleen nog illegale voorstellingen 'tussen de schuifdeuren'. Na de oorlog speelde ze  bij het 'Amsterdams Toneelgezelschap' o.a. leidende rollen in Elisabeth van Engeland van Ferdinand Bruckner (1948) en De zottin van Chaillot van Jean Giraudoux (1949). In 1951 stapte ze over naar het 'Rotterdams Toneel'. Yvette van Guy de Maupassant (1957) was haar 25ste solovoordracht, welk feit groots gevierd werd en In het ravijn van Anton Tsjechov in 1963 haar belangrijkste.
In 1965 kreeg zij een hartinfarct en besloot haar carrière te beëindigen.
Charlotte was tweemaal getrouwd. Ze trouwde op 14 december 1920 met de auteur en regisseur August Defresne. Het huwelijk bleef kinderloos en hield stand tot 1937. Ze hertrouwde op 3 april 1970 op late leeftijd met de architect Hendrik Wijdeveld.
In 1931 kreeg zij de penning van verdienste van de Vereniging van Schouwburg- en Concertgebouwdirecties en in 1963 een ereplaquette van dezelfde organisatie. Charlotte Köhler was Officier in de Orde van Oranje-Nassau.
Uit de nalatenschap van Charlotte Köhler keert de Stichting Charlotte Köhler periodiek, via het Prins Bernhard Cultuurfonds, ter aanmoediging van beginnende auteurs uit wisselende literaire disciplines, een stipendium of prijs uit.
- Charlotte Köhler Stipendium, wordt jaarlijks toegekend;
- Charlotte Köhler Prijs voor Literatuur, wordt eenmaal in de drie jaar toegekend.

Er is tevens een Charlotte Köhlerprijs voor jonge theatermakers en beeldende kunstenaars.
- Biografisch Portaal: 09921578
- Digitale Bibliotheek voor de Nederlandse Letteren: kohl001
- Gemeinsame Normdatei: 108015924X
- International Standard Name Identifier: 0000 0003 8818 2699
- Nederlandse Thesaurus van Auteursnamen: 07226988X
- Virtual International Authority File: 281316710
- WorldCat: E39PBJxRBbxcYYVyV9MbmXvPwC